# Så gick det till
Så gick det till: bevisen för evolutionen (engelsk originaltitel: The Greatest Show on Earth: The evidence for evolution) är en bok från 2009 av den brittiske vetenskapsmannen Richard Dawkins. Den utgör en argumentation för Charles Darwin, evolutionsläran och emot kreationismen och den kritik som riktats mot evolutionsläran.